# Gaspero Bruschi
Gaspero Bruschi (Firenze, 27 ottobre 1710 – Firenze, 1780) è stato uno scultore e ceramista italiano.

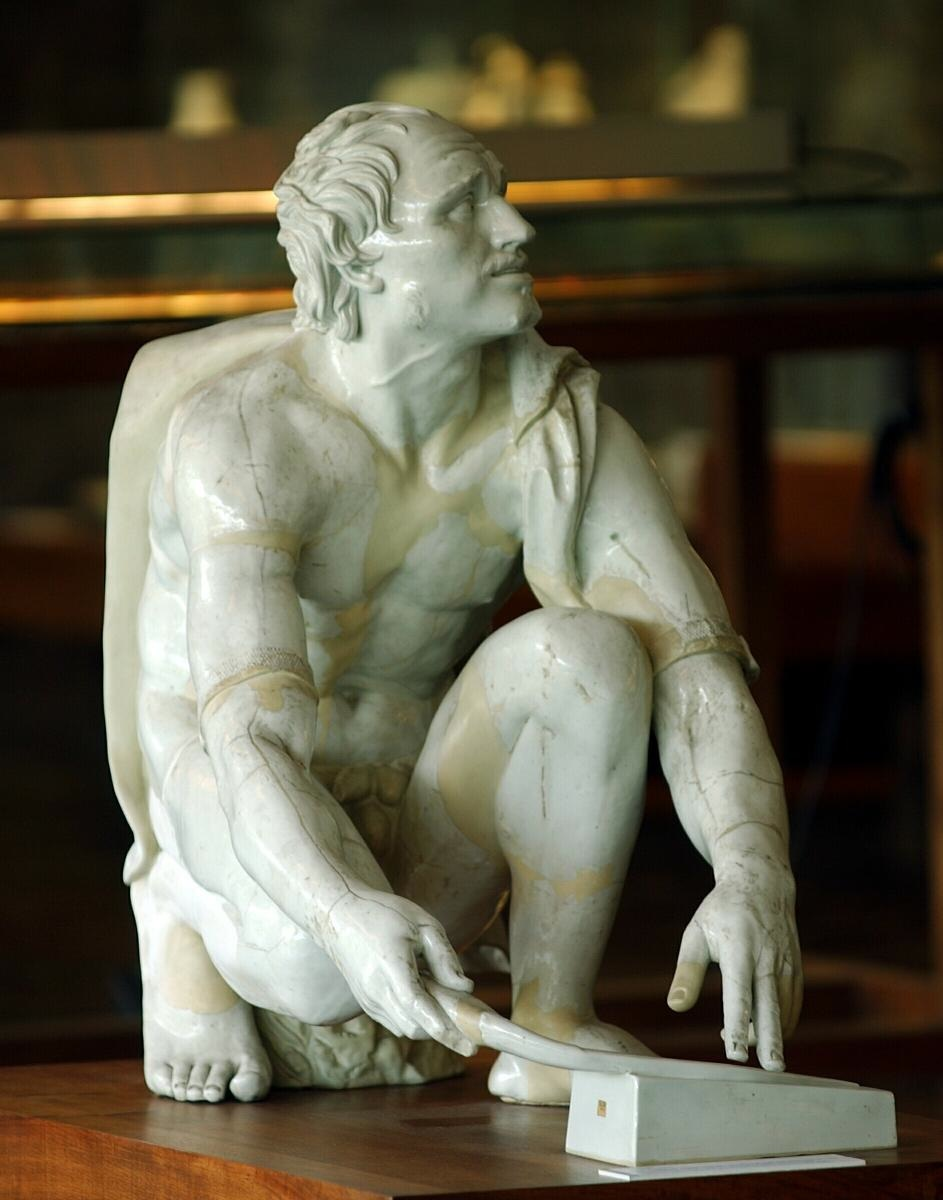
Gaspero Bruschi, Arrotino. Ginori a Doccia, (1745?). Museo Richard-Ginori della Manifattura di Doccia.

 Dopo le prime esperienze scultoree in marmo, di età giovanile, si dedica alla realizzazione di sculture in porcellana, in qualità di capo modellatore della manifattura Ginori a Doccia sin dal 1737 anno in cui Carlo Ginori inaugura la fabbrica, fino alla morte avvenuta a Firenze nel 1780. 
A Gaspero Bruschi vengono assegnate le più impegnative opere plastiche che consentiranno alla produzione docciana di rivaleggiare, sin dall'inizio della sua attività, con le più prestigiose manifatture di porcellana europea: Meissen, Vienna e Sévres.
Il suo modellato traduce fedelmente sia le opere degli scultori barocchi e tardo barocchi di scuola fiorentina, come Alessandro Algardi, Girolamo Ticciati, Giuseppe Piamontini, Giovanni Battista Foggini, e Massimiliano Soldani Benzi sia i soggetti tratti dal repertorio classico ed ellenistico, con una tecnica esecutiva appena nata in Occidente e in continuo perfezionamento.

## Biografia
Sin dall'età giovanile studia all'Accademia delle arti del disegno di Firenze. Allievo di Girolamo Ticciati si metterà in luce con il ritratto in terracotta di Gian Gastone dei Medici e per un Mercurio in pietra per l'arco di porta San Gallo a Firenze.
Assunto da Carlo Ginori per la costituenda fabbrica di Doccia intorno al 1737 eserciterà sin dal 1740 varie funzioni: capomodellatore e supervisore dei lavoranti sopra la ruota oltre a quello importante di magazziniere e quindi responsabile di tutti i modelli prodotti dalla fabbrica nonché dei pagamenti ai lavoranti, come attesta un documento del 1743. La fiducia di Carlo Ginori nei confronti del Bruschi è ulteriormente attestata con l'incarico, nello stesso anno e in qualità di magazziniere, di responsabile del negozio di porcellane in via dei Ginori. Non solo: sovrintenderà anche alla produzione pittorica e quindi ai rapporti con tutti i decoratori di Doccia fra cui il maggiore, Carl Anreiter, come attestato dalle istruzioni per il signore Gaspero Bruschi per il regolamento e direzione particolare degli scultori, Formatori e Pittori del 27 ottobre dei 1747 in cui nuovamente gli vengono confermate le incombenze in ordine alla custodia e cura di tutti i manufatti di fabbrica e quelle nei confronti dei lavoranti per i quali (con istruzioni ben motivate) dovrà essere di insegnamento e guida:
Molteplici sono quindi i compiti affidatigli da Carlo Ginori per i quali, come sostiene Alessandro Biancalana, si viene ad individuare per lui la figura quasi di un direttore artistico, mansione che lo vedrà fedele interprete degli ambiziosi desideri del fondatore della manifattura di porcellane.

## Opere
La dove presenti si riportano alcuni stralci dalla fitta corrispondenza fra il Marchese Ginori e il Bruschi utili a confermare l'attribuzione delle opere allo stesso.

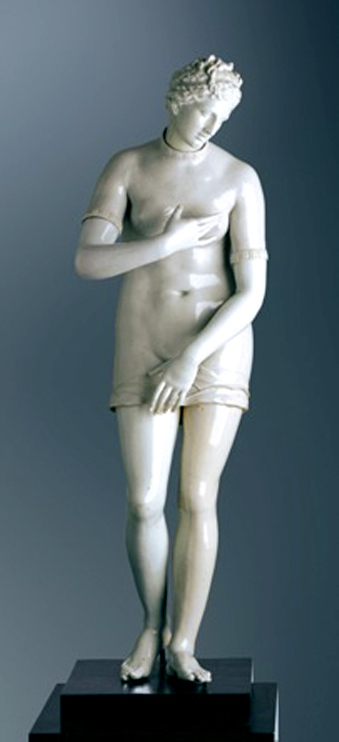
Gaspero Bruschi (?), Venere dei Medici (statua a grandezza naturale). Ginori a Doccia, 1747 c. Museo Richard-Ginori della Manifattura di Doccia.

- Pietà grande, (1745). Los Angeles County Museum of Art.

Di questa celebre opera si conoscono due versioni policrome e una bianca tutte in porcellana più una piccola in maiolica policroma. Le due policrome sono conservate al Los Angeles County Museum of Art e al Nationalmuseum di Stoccolma. Quella bianca nella collezione Corsini. A questi gruppi fa riferimento un documento del 1744:
- Venere che si cava la spina, (1747). Collezione privata.[7]
- Venere dei Medici, (1747). Sesto Fiorentino, Museo Richard-Ginori della Manifattura di Doccia.[8]
- Amore e Psiche, (1747). Faenza, Museo internazionale delle ceramiche in Faenza.[9]
- Puttini con tigre, (1747). Già mercato antiquario.[10]
- Puttini con capra, (1747). Torino, Museo civico d'arte antica
- Amore e psiche, (1748). Torino, Museo civico d'arte antica.[11]

Le fogge traggono spunto da tre modelli scultorei: una scultura in marmo di derivazione ellenistica, un bronzo di Massimiliano Soldani Benzi e uno del Foggini. A conferma compare nella corrispondenza epistolare di fabbrica menzione di due dei tre modelli:
"Si sta mettendo insieme il Gruppo di Amore e [P]Siche che non è riescito cattivo [..]" e più avanti "Il gruppo della Capra va adesso in fornace e cotto si manderà subito quello di Amore e Psiche non riesce cattivo, di egual colore e saldo, salvo che le teste non si accostano quanto l'originale, ma però pole stare."
Della buona riuscita dei diversi modelli Carlo Ginori chiede conto più volte al Bruschi durante il 1747 e l'attesa è testimoniata da una lettera in cui spera che "L'Amore e Psiche sia bene riescito, e messa assieme de due quello che riescirà meglio [..]".
- Paride, (1745-1755 c.). (attribuito). Da un bronzo di Giuseppe Piamontini. Liechtenstein Museum.[13]
- Diana e Callisto, (1750 c.). Firenze, Museo Stibbert.[14]
- Fauno danzante, (1750). Sesto Fiorentino, Museo Richard-Ginori della Manifattura di Doccia.
- Fauno della tribuna di Firenze, (1750 c.), Torino, Museo civico d'arte antica[15]
- Macchina per l'Accademia etrusca di Cortona, (1750-51), Cortona, Museo dell'Accademia Etrusca e della città di Cortona, proprietà dell'Accademia Etrusca.
- Arpocrate, (1753-1755). Ickworth, Collezione del Marchese di Bristol.[16]
- Cammino (con successivi interventi di Giuseppe Ettel), (1754), Sesto Fiorentino, Museo Richard-Ginori della Manifattura di Doccia.[17]

- Arrotino, (1745?). Sesto Fiorentino, Museo Richard-Ginori della Manifattura di Doccia.[1]

(Da una lettera di Gaspero Bruschi a Jacopo Rendelli del 1745,)
- San Pietro, (terracotta), (1750-1780), Roma, Museo nazionale del Palazzo di Venezia.[19]
- Mercurio e Argo, (1749), da un bronzo di Giovanni Battista Foggini. Los Angeles, Getty Museum.[20]
- Perseo e Medusa, (1749), da un bronzo di Giovanni Battista Foggini. Los Angeles, Getty Museum.
- Ratto di Proserpina, (1750 c.), da un bronzo di Giovanni Battista Foggini. New York, Metropolitan Museum of Art.[21]
- Tre putti con capra, (1745 c.), Napoli, Museo nazionale della ceramica Duca di Martina.[22]
- Monte Calvario, (1750 c.), da un modello di Giovanni Battista Foggini, Castello ducale di Agliè.[23]
- Sansone che uccide i Filistei

Di seguito i soggetti di cui non sappiamo l'eventuale collocazione o se sono andati perduti, ma che sono descritti nei documenti d'archivio:
- Caino e Abele, (1747).
- Arianna e Bacco, (1749), da un modello del Foggini.
- Ercole e Jole, (1747), da un modello probabilmente del Foggini.
- Pan e Siringa, (1747), da un modello del Foggini.
- Un pilastrino con putto
- Vasi con le medaglie delle Duchesse e dei Duchi di Lorena.
- Fauno, (1748), da una forma presumibilmente di Massimiliano Soldani Benzi.
- Adone, (1748), da un modello di Giovan Battista Foggini.
- La lotta grande, (1754), da un modello di Massimiliano Soldani Benzi.
- Desert del Vesuvio, (1754).
- Desert della Fonte, (1754).
- Testa di Seneca, (1754).
- Testa di Adriano, (1754). La forma è di Francesco Lici dall'antico.
- Macchina degli Schiavi della Marina, (1754).
- Ermafrodito, (1754). Forma di Vincenzo Foggini dall'antico.
- Vaso,  (1754).
- Venere che spenna amore,  (1755). Su modello di Massimiliano Soldani Benzi.
- Amore e Psiche,  (1755). Già eseguito precedentemente potrebbe trattarsi di un'opera policroma.
- Caramogi, anteriori al  (1757).
- Bustini, anteriori al  (1759).
- Manico da vaso di bottiglia,  (1774).